# Квадратный арбуз

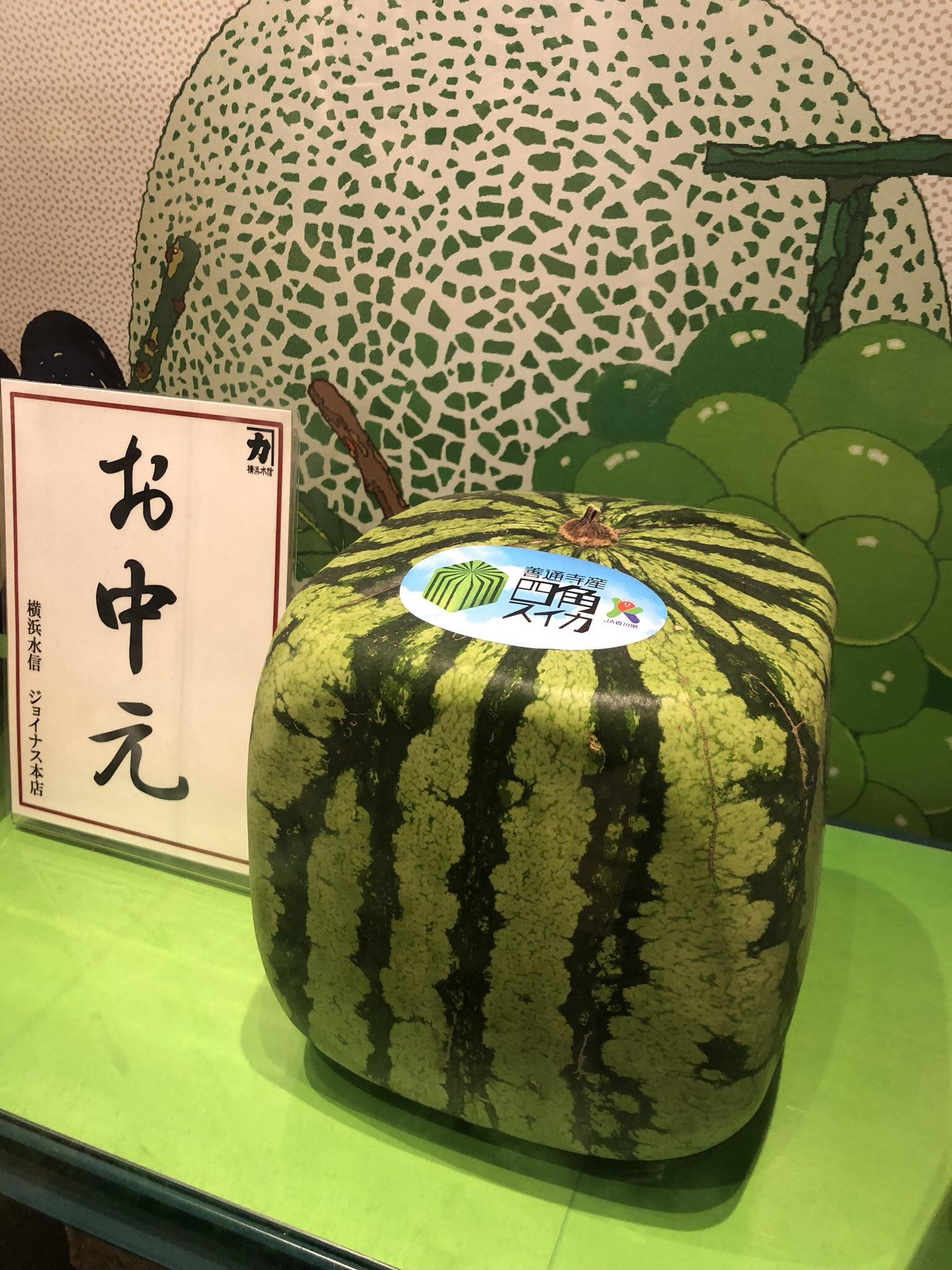
Кубический арбуз в японском магазине

Квадратные или кубические арбузы — арбузы, выращенные в форме куба. Обычно продаются в Японии, где используются в основном в декоративных целях, и цена на них часто достигает 200 долларов США.

## Виды и использование

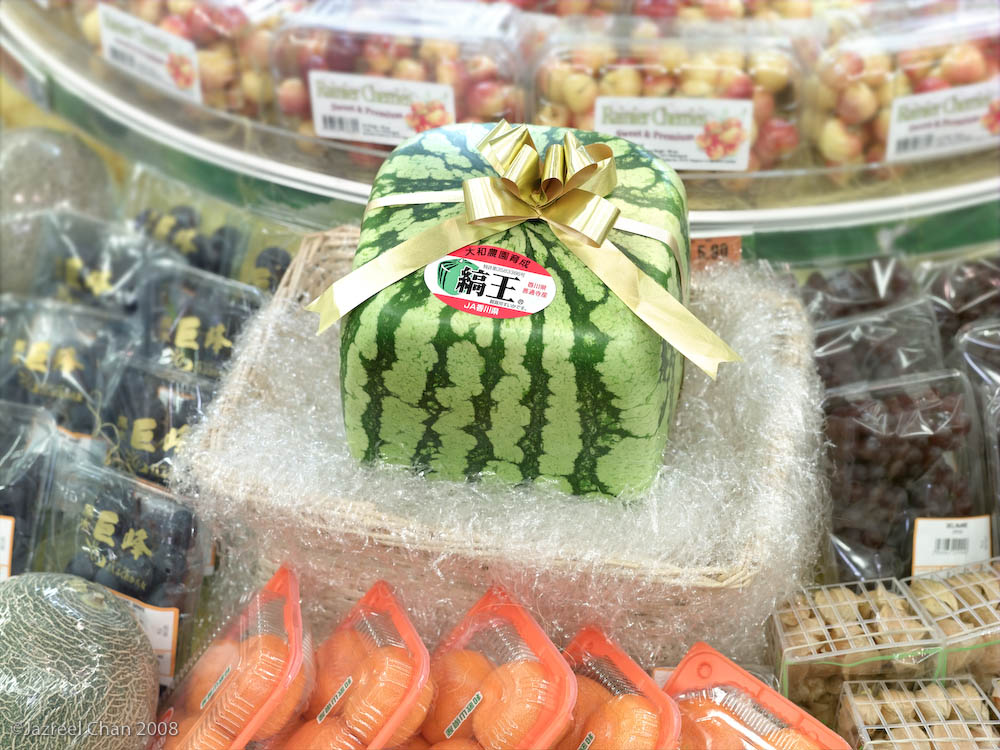
Квадратный арбуз в супермаркете.

Изначально кубические арбузы должны помещается в холодильниках и их было легче разрезать, не переворачивая. Их изобрел графический дизайнер Томоюки Оно в 1978 году. Он представил арбузы в галерее в Гиндзе, Токио. Позже получил патент в Соединенных Штатах.
Эти ягоды выращивают в коробках и они принимают форму контейнера. В 2001 году квадратные арбузы продавались в Японии по цене 10 000 иен (около 83 долларов США), что в два-три раза превышало цену обычных арбузов в японских магазинах. В 2014 году в США некоторые из них продавались по 200 долларов США.
Хотя квадратные арбузы изначально создавались для практичности, их стоимость непомерно высока. Кубическая форма арбуза может быть достигнута только за счет его содержимого. Чтобы сохранить правильную форму, их необходимо собирать до того, как они созреют, что делает их несъедобными.
С момента появления кубического арбуза были введены другие формы арбузов, такие как сердца и пирамиды. Они также доступны в других странах, таких как Германия.

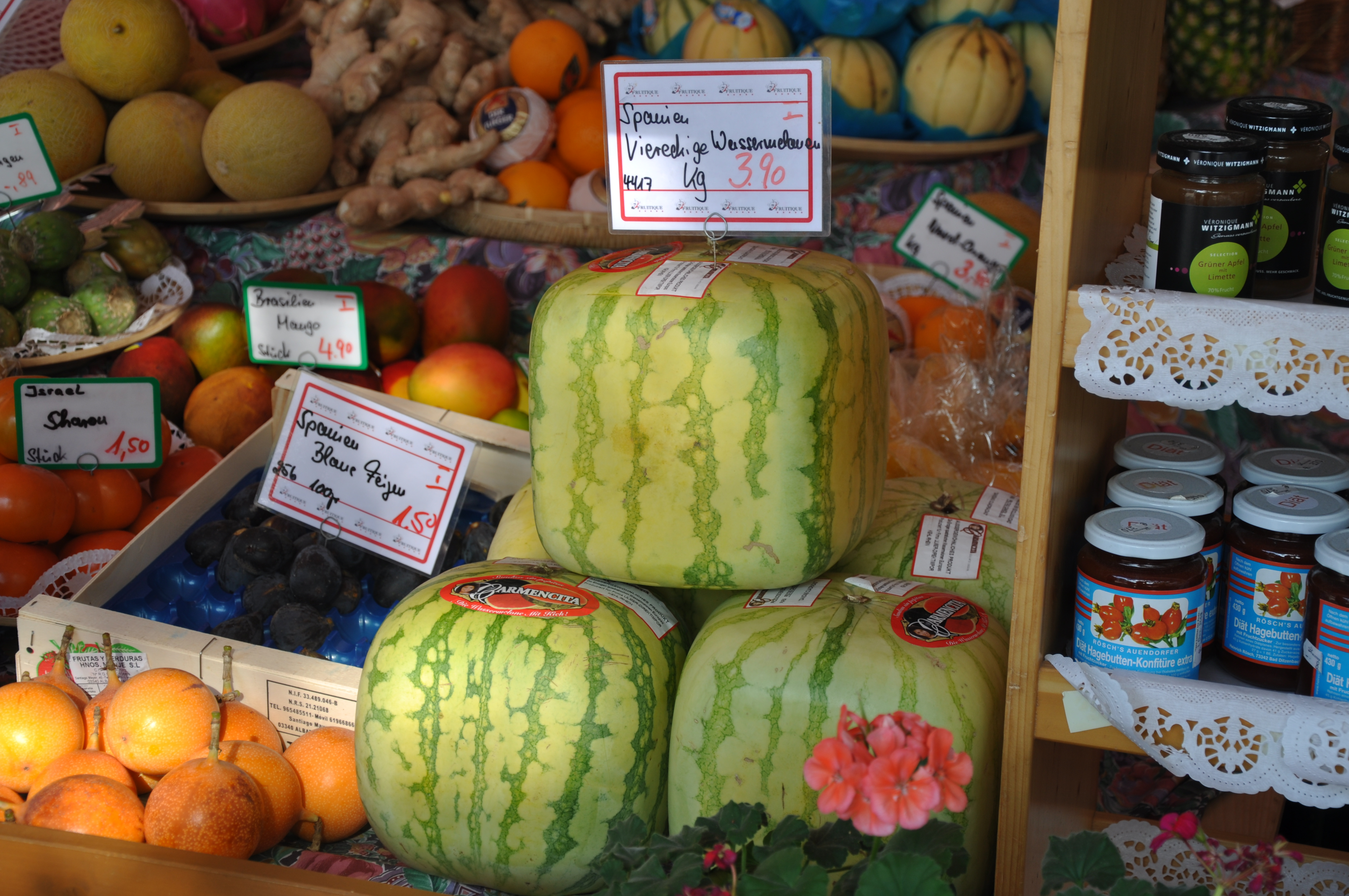
Квадратный арбуз в Германии